# 郭景平
郭景平（1961年5月—），女，汉族，河北赤城人，中华人民共和国政治人物，现任中国民主同盟中央委员会常务委员，天津市和平区政协副主席。第十二届、十三全国政协委员。